# 10343 Church
A 10343 Church (ideiglenes jelöléssel 1991 VW8) a Naprendszer kisbolygóövében található aszteroida. A Spacewatch program keretében fedezték fel 1991. november 4-én.